# شهرستان فارست (میسیسیپی)
شهرستان فارست، ایالت میسیسیپی (به انگلیسی: Forrest County, Mississippi) یک سکونتگاه مسکونی در ایالات متحده آمریکا است که در ایالت میسیسیپی واقع شده‌است.